# Stadionul Municipal (Zlatna)
Stadionul Municipal este un stadion de fotbal din Zlatna, România.